# Paul Pörtner
Paul Pörtner (ur. 25 stycznia 1925 w Wuppertal-Elberfeld, zm. 16 listopada 1984 w Monachium) – niemiecki dramatopisarz i poeta.